# Ferdinand Buchanan
Pour les articles homonymes, voir Buchanan.
Ferdinand Lindley Augustus Buchanan, né le 8 mars 1888 en Eswatini et mort le 14 avril 1967 à Pretoria, est un tireur sportif sud-africain.

## Palmarès
Ferdinand Buchanan participe aux épreuves de tir aux Jeux olympiques d'été de 1920 à Anvers. Il obtient une médaille d'argent en carabine libre à 600 mètres par équipes.